# Seed Productions
Seed Productions — производственная компания, ассоциированная с 20th Century Fox и основанная актёрами Хью Джекманом и Деборрой-Ли Фернесс вместе с продюсером и бизнес-партнёром Джоном Палермо.
Штаб-квартира компании была расположена на территории студии 20th Century Fox в Лос-Анджелесе, Калифорния, хотя австралийский офис был открыт в 2006 году на студии Fox Studios Australia в Сиднее.
Первым планируемым проектом студии был фильм «Люди Икс: Начало. Росомаха», рассказывающий о происхождении персонажа Росомаха, сыгранного Джекманом в серии фильмов «Люди Икс».

## Фильмография
- Люди Икс: Начало. Росомаха / X-Men Origins: Wolverine (2009)
- Список контактов / Deception (2008)

## Телевидение
- An Aussie Goes Calypso (2008)
- An Aussie Goes Bolly (2008)
- Viva Laughlin (2007)
- An Aussie Goes Barmy (2006)